# Sint-juttemis

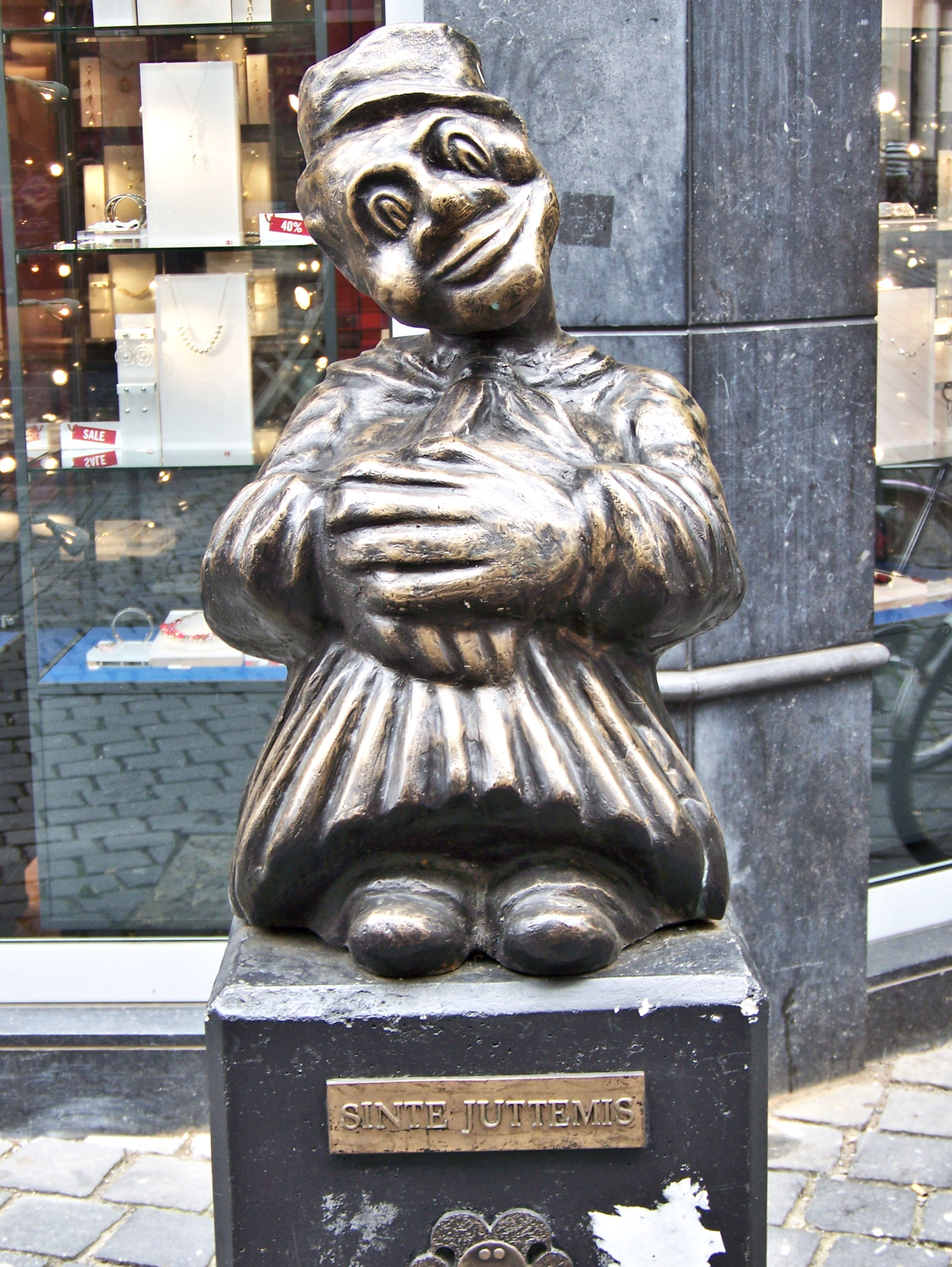
Beeld van sint-juttemis in Breda

De uitdrukking met/op sint-juttemis betekent in het Nederlands gewoonlijk "nooit". "Sint-juttemis" verwijst naar een fictieve christelijke heilige. Aangezien deze heilige nooit echt heeft bestaan, kan er dus ook geen feestdag zijn met diens naam. 

## Mogelijke oorsprong
De volledige uitdrukking is oorspronkelijk Met sint-juttemis, als de kalveren op het ijs dansen. "Jutte" zou hier volgens een van de mogelijke verklaringen een koosvorm zijn van Judit of Judith, de Bijbelse heldin. Haar naamdag zou op 17 augustus vallen. Het is meteorologisch gezien onmogelijk dat het in augustus in Nederland overdag vriest, en kalveren kunnen ook niet dansen, vandaar de betekenis nooit. Deskundigen op het gebied van volkscultuur menen echter dat deze verklaring uit de lucht gegrepen is. Ze wijzen erop dat de feestdagen van de heilige Judith op 24 maart en 7 september vallen. Vanuit het Meertensinstituut wordt er in dit verband ook op gewezen dat Judith een personage in de Hebreeuwse Bijbel is, geen rooms-katholieke heilige, en dan dus ook geen naamdag heeft.
Op 17 augustus wordt wél de naamdag van Guda (of Guida of Jutta) van Arnstein gevierd. Verder bestaat er een heilige Jutta van Sangerhausen (5 mei). Zij leefde in Thüringen en overleed in 1260 op weg naar het Heilige Land. Hoe een lokale Duitse heilige in een Nederlandse zegswijze terecht zou komen, is echter moeilijk te verklaren.
Volgens een andere variant zou de naam een verbastering zijn van "jodenmis"; dat is dus nooit, want joden kennen geen mis.
De uitdrukking wordt in 1577 voor het eerst vermeld in de Kroniek van Roermond. De uitdrukking komt ook voor in de Dictionnaire françois-hollandois uit 1738 door Pieter Marin.

## Spelling
Het woord sint-juttemis wordt met een streepje en kleine letters geschreven, omdat niet (meer) wordt verwezen naar een bestaande heilige. Het Groene Boekje kent het als sint-jutmis en sint-juttemis.

## In andere talen
- Bulgaars: На куково лято (Na koekowo ljato), in de zomer van een/de koekoek, verwijzend naar het verhaal dat de koekoek in de zomer verandert in een havik of sperwer[8], wat betekent dat er 's zomers geen koekoeken zijn
- Engels: Saint Glinglin, een denkbeeldige Franse heilige
- Frans: Saint Glinglin of Cela arrivera si le Carême dure sept ans (Dit zal gebeuren als de vasten zeven jaar duurt) of la Semaine des quatre jeudis[9] (de week van vier donderdagen).
- Italiaans: San Mai, giorno del mai, quando gli asini voleranno (San Mai, de dag van nooit, wanneer de ezels zullen vliegen)
- Latijn: ad Kalendas Graecas, toegeschreven aan Suetonius, naar de Griekse kalendae, maar de Kalendae duidde een dag in de Romeinse kalender aan, niet de Griekse
- Luxemburgs: Päifenneijoerschdag (päifen=fluiten, neijoerschdag=nieuwjaarsdag), Mokuchsdag of regionaal Nëmmerchesdag, Päipelneijoerschdag of Jomerdag als fictieve dag met de betekenis goede wensen nooit in vervulling gaan.
- Roemeens: Sfântul Aşteaptă ("Sint Wacht")

In de volgende talen wordt verwezen naar "Sint Nooit":
- Duits: Sankt Nimmerlein
- Esperanto: Sankta Neniamo
- Italiaans: San Mai
- Pools: Na świętego nigdy of Na Święty Nigdy
- Portugees: São Nunca

## Uitdrukkingen met een vergelijkbare betekenis
- Als de klaver uit 't veld is
- Te Pruimpaschen, als de kalveren op 't ijs dansen (Limburg)
- Als de catte ganzen eyer leggen (F.A. Stoett)
- Als daer twee sondagen in een week comen (ook F.A. Stoett)
- Als de kiekens tanden krijgen (Vlaanderen)
- Als de paus een geus wordt
- Als Pasen en Pinksteren op één dag vallen
- Wachten tot sint juttemis

## Varia
- In de Nederlandse stad Breda staat een standbeeld van het fictieve figuur 'Sinte-Juttemis'.
- Er is nog een andere niet-bestaande dag (die echter wat in de vergetelheid is geraakt): Sinternuit. Uit te spreken als : "Sinter-Noe-wit" of "Sinter-Noe-wèt" en betekent eigenlijk Sinter-nooit. Het Schip van Sinternuit komt zo aan  zijn naam.